# Geoffroy II. Bretaňský
Geoffroy II. Bretaňský (anglicky Geoffrey II, Duke of Brittany, francouzsky Geoffroy Plantagenêt, bretonsky Jafrez II Plantagenet, 23. září 1158 – 19. srpna 1186 Paříž) byl bretaňský vévoda, hrabě z Richmondu a vzpurný královský syn. Podílel se na rebeliích mladých Plantagenetů proti královskému otci, se svými bratry uzavíral proměnlivé koalice směrované proti otci i proti sobě navzájem.

## Život

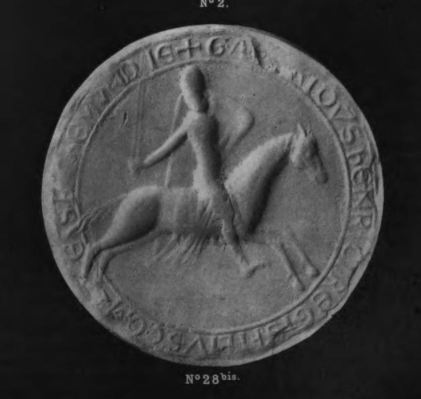
Geoffroyova pečeť jako bretaňského vévody

Byl čtvrtým synem z manželství anglického krále Jindřicha II. Plantageneta a Eleonory Akvitánské. Zdá se, že prudký temperament podědil po předcích z obou stran, a jeho bratři nebyli jiní.
| „                   | Od Ďábla jsme přišli a k Ďáblu se vrátíme... | “ |
| — Richard Lví srdce |                                              |   |

Roku 1170 král Jindřich vážně ochořel a v předtuše blízkého konce hodlal uspořádat své pozemské záležitosti. Již korunovaný spoluvládce, nejstarší syn Jindřich měl zdědit kromě ostrovního království také Normandii a původní panství rodu Anjou. Richard dostal bohatou Akvitánii a Geoffroyovi byla dána Bretaň, s jejíž právoplatnou dědičkou byl od roku 1166 zasnouben. Na nejmladšího syna Jana Bezzemka, pozdějšího anglického krále, při tomto dělení rodových držav žádná země nezbyla.
Král se však po svém uzdravení nechtěl vzdát vlády nad svými zeměmi, ba ani nad jejich částí. Po Velikonocích roku 1173 proti němu povstal nejstarší syn a spoluvládce Jindřich a Richard s Geoffreyem se ve sporu přiklonili na bratrovu stranu. Dokonce společně odešli hledat podporu do Paříže, na dvůr otcova dlouholetého soka a matčina bývalého manžela krále Ludvíka VII.
| „                 | ...tři Jindřichovi synové, prvorozený Jindřich, Richard z Poitou a Geoffrey z Bretaně se proti svému otci vzbouřili a spojili se s francouzským králem Ludvíkem. To králi přidělalo starosti, jaké do té doby nepoznal, a jeho synové mu pak působili bolest až do poslední chvíle jeho života... | “ |
| — Gerald z Walesu | |   |

Vzbouřené potomky podpořila i kontinentální šlechta. Anglický král však naverboval brabantské žoldnéře a po mnoha násilnostech na obou stranách, kterými trpěly všechny državy, byl v září roku 1174 v Montlouis uzavřen mír, při kterém Jindřich předal synům jejich podíl na vládě v určených zemích.
K dalšímu rodinnému nedorozumění došlo roku 1180, kdy mladší Jindřich odešel opět na francouzský dvůr. Po jeho náhlé smrti roku 1183 král navrhl Richardovi, aby předal Akvitánii nejmladšímu Janovi. Richard neoplýval ochotou se vzdát úrodné země, v níž strávil mládí, a tehdy se Jan společně s podporou Geoffroye pokusil získat Akvitánii silou. Spor skončil uzavřením smíru na konci roku 1184.
V létě roku 1186 se Geoffrey zdržoval na pařížském královském dvoře. Zde také nečekaně zemřel, byl pravděpodobně udupán koněm při rytířském klání. Byl pohřben v chóru pařížské katedrály Notre-Dame. Filip II. zarmoucen ztrátou přítele údajně musel být zadržen, aby se nevrhl do otevřené rakve a Marie ze Champagne, sestra zemřelého, věnovala velkou sumu na spásu bratrovy duše. Geoffroy po sobě zanechal těhotnou choť se dvěma dětmi. Vdova Konstancie se později znovu provdala. Jeho syn Artur, narozený jako pohrobek, zemřel pravděpodobně rukou krále Jana Bezzemka. Dcera Eleonora strávila velkou část svého života v zajetí krále Jana a jeho syna Jindřicha III. na hradech v Anglii.
Geoffroy se po staletích stal jednou z postav divadelní hry Jamese Goldmana Lev v zimě. Hra popisuje vztahy mezi králem Jindřichem, Eleonorou Akvitánskou a jejich třemi žijícími syny v roce 1183, krátce před Jindřichovou smrtí. Byla již dvakrát adaptována, a to pro film z roku 1968, podruhé pro televizní film z roku 2003. Geoffroy je také jedním z hrdinů historické ságy od Sharon Kay Penmanové.

## Vývod z předků
|                          |                               |  |                        |                              |  |  |  |  |  |  |  | Fulko IV. z Anjou |
|                          |                               |  |                        |                              |  |  |  |  |  |  |  |                   |
|                          | Fulko V. z Anjou              |  |                        |                              |  |  |  |  |  |  |  |                   |
|                          |                               |  |                        |                              |  |  |  |  |  |  |  |                   |
|                          |                               |  |                        | Bertrada z Montfortu         |  |  |  |  |  |  |  |                   |
|                          |                               |  |                        |                              |  |  |  |  |  |  |  |                   |
|                          | Geoffrey V. z Anjou           |  |                        |                              |  |  |  |  |  |  |  |                   |
|                          |                               |  |                        |                              |  |  |  |  |  |  |  |                   |
|                          |                               |  |                        | Eliáš I. z Maine             |  |  |  |  |  |  |  |                   |
|                          |                               |  |                        |                              |  |  |  |  |  |  |  |                   |
|                          | Ermengarda z Maine            |  |                        |                              |  |  |  |  |  |  |  |                   |
|                          |                               |  |                        |                              |  |  |  |  |  |  |  |                   |
|                          |                               |  |                        | Matylda ze Château-du-Loire  |  |  |  |  |  |  |  |                   |
|                          |                               |  |                        |                              |  |  |  |  |  |  |  |                   |
|                          | Jindřich II. Plantagenet      |  |                        |                              |  |  |  |  |  |  |  |                   |
|                          |                               |  |                        |                              |  |  |  |  |  |  |  |                   |
|                          |                               |  |                        | Vilém I. Dobyvatel           |  |  |  |  |  |  |  |                   |
|                          |                               |  |                        |                              |  |  |  |  |  |  |  |                   |
|                          | Jindřich I. Anglický          |  |                        |                              |  |  |  |  |  |  |  |                   |
|                          |                               |  |                        |                              |  |  |  |  |  |  |  |                   |
|                          |                               |  |                        | Matylda Flanderská           |  |  |  |  |  |  |  |                   |
|                          |                               |  |                        |                              |  |  |  |  |  |  |  |                   |
|                          | Matylda Anglická              |  |                        |                              |  |  |  |  |  |  |  |                   |
|                          |                               |  |                        |                              |  |  |  |  |  |  |  |                   |
|                          |                               |  |                        | Malcolm III. Skotský         |  |  |  |  |  |  |  |                   |
|                          |                               |  |                        |                              |  |  |  |  |  |  |  |                   |
|                          | Matylda Skotská               |  |                        |                              |  |  |  |  |  |  |  |                   |
|                          |                               |  |                        |                              |  |  |  |  |  |  |  |                   |
|                          |                               |  |                        | Markéta Skotská              |  |  |  |  |  |  |  |                   |
|                          |                               |  |                        |                              |  |  |  |  |  |  |  |                   |
| 'Geoffroy II. Bretaňský' |                               |  |                        |                              |  |  |  |  |  |  |  |                   |
|                          |                               |  |                        |                              |  |  |  |  |  |  |  |                   |
|                          |                               |  | Vilém VIII. Akvitánský |                              |  |  |  |  |  |  |  |                   |
|                          |                               |  |                        |                              |  |  |  |  |  |  |  |                   |
|                          | Vilém IX. Akvitánský          |  |                        |                              |  |  |  |  |  |  |  |                   |
|                          |                               |  |                        |                              |  |  |  |  |  |  |  |                   |
|                          |                               |  |                        | Hildegarda Burgundská        |  |  |  |  |  |  |  |                   |
|                          |                               |  |                        |                              |  |  |  |  |  |  |  |                   |
|                          | Vilém X. Akvitánský           |  |                        |                              |  |  |  |  |  |  |  |                   |
|                          |                               |  |                        |                              |  |  |  |  |  |  |  |                   |
|                          |                               |  |                        | Vilém IV. z Toulouse         |  |  |  |  |  |  |  |                   |
|                          |                               |  |                        |                              |  |  |  |  |  |  |  |                   |
|                          | Filipa z Toulouse             |  |                        |                              |  |  |  |  |  |  |  |                   |
|                          |                               |  |                        |                              |  |  |  |  |  |  |  |                   |
|                          |                               |  |                        | Emma z Mortain               |  |  |  |  |  |  |  |                   |
|                          |                               |  |                        |                              |  |  |  |  |  |  |  |                   |
|                          | Eleonora Akvitánská           |  |                        |                              |  |  |  |  |  |  |  |                   |
|                          |                               |  |                        |                              |  |  |  |  |  |  |  |                   |
|                          |                               |  |                        | Boson II. ze Châtellerault   |  |  |  |  |  |  |  |                   |
|                          |                               |  |                        |                              |  |  |  |  |  |  |  |                   |
|                          | Aimery I. z Rochefoucauldu    |  |                        |                              |  |  |  |  |  |  |  |                   |
|                          |                               |  |                        |                              |  |  |  |  |  |  |  |                   |
|                          |                               |  |                        | Alienor z Thouars            |  |  |  |  |  |  |  |                   |
|                          |                               |  |                        |                              |  |  |  |  |  |  |  |                   |
|                          | Eleonora ze Châtelleraultu    |  |                        |                              |  |  |  |  |  |  |  |                   |
|                          |                               |  |                        |                              |  |  |  |  |  |  |  |                   |
|                          |                               |  |                        | Barthelemy z L'Isle Bouchard |  |  |  |  |  |  |  |                   |
|                          |                               |  |                        |                              |  |  |  |  |  |  |  |                   |
|                          | Dangereuse z l'Isle-Bouchaard |  |                        |                              |  |  |  |  |  |  |  |                   |
|                          |                               |  |                        |                              |  |  |  |  |  |  |  |                   |
|                          |                               |  |                        | Gerberge de Blaison          |  |  |  |  |  |  |  |                   |
|                          |                               |  |                        |                              |  |  |  |  |  |  |  |                   |